# Sweet Gwendoline
Sweet Gwendoline er hovedpersonen i en række amerikanske bondage-tegneserier af den engelske tegner John Willie, udgivet i 1950'erne og 1960'erne. Sweet Gwendoline er i dag givetvis det mest berømte bondage-ikon næst efter Bettie Page.
Tegneserien dannede udgangspunkt for Just Jaeckins film Gwendoline (1984) med Tawny Kitaen i titelrollen.